# Pułk Konny Grodzieński

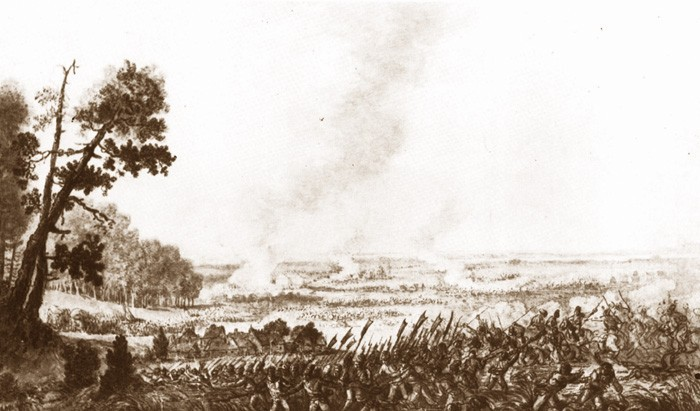
Aleksander Orłowski, Bitwa pod Maciejowicami (widok od strony polskiej)

Pułk Konny Grodzieński – oddział jazdy armii Wielkiego Księstwa Litewskiego wojska I Rzeczypospolitej okresu powstania kościuszkowskiego.
Sformowany w maju 1794 w Sokółce.

## Dowódca
- płk Andrzej Kazanowski (później generał; major milicji grodzieńskiej; zmarł w 1797).

## Bitwy i potyczki
- Krupczyce (16 września 1794),
- Brześć (17 września 1794),
- Maciejowice (10 października 1794).